# On est encore là : Bercy 2008
Albums de Suprême NTM
Best of
(2007) Anthologie
(2018)
On est encore là : Bercy 2008 est un album live du groupe de rap français Suprême NTM, sorti en 2009. Le concert a été enregistré les 19 et 20 septembre 2008 au palais omnisports de Paris-Bercy, après 10 ans d'absence sur les scènes françaises.
Les concerts font aussi l'objet d'un DVD également intitulé On est encore là : Bercy 2008, coréalisé par Fabien Raymond et Julien Pelgrand (qui assure également la mise en scène des quatre soirs de représentations au Palais omnisports de Paris-Bercy et de la tournée des Zéniths de France et de Belgique).

## Liste des titres
1. Intro
2. Seine-Saint-Denis Style
3. On est encore là
4. Le monde de demain (A cappella)
5. C'est clair (version 2008)
6. That's My People
7. « Punition » Oh mon bateau (Éric Morena et Alexandre Desplat)
8. Pass pass le oinj
9. C'est arrivé près d'chez toi (avec Jaeyez)
10. Two Shouts 4 My People (featuring Big Ali et Jeff Le Nerf)
11. Pose ton gun 2 (avec Nathy)
12. Tout n'est pas si facile
13. Paris sous les bombes
14. Popopop !!
15. Qu'est-ce qu'on attend
16. Ma Benz (avec Lord Kossity)
17. Laisse pas traîner ton fils
18. Carnival (avec Nathy)
19. Un ange dans le ciel
20. Back dans les bacs
21. Affirmative Action Seine-Saint-Denis Style Remix
22. La Fièvre
23. Check The Flow (featuring Lucien)
24. Qui paiera les dégâts ?
25. Police
26. Pose ton gun

## Titres joués le 18 septembre 2008
Setlist du 18 septembre 2008
1. Intro
2. Seine-Saint-Denis Style
3. On est encore là
4. Pause public
5. Le monde de demain (A cappella)
6. C'est clair (version 2008)
7. That's My People
8. « Punition » Oh mon bateau (Éric Morena)
9. Tout le monde la main en l'air (freestyle) / Yeah Yeah Yeah (extrait de Respire)
10. Pass pass le oinj
11. C'est arrivé près d'chez toi (avec Jaeyez)
12. Two Shouts 4 My People (featuring Big Ali et Jeff Le Nerf)
13. Pose ton gun 2 (avec Nathy)
14. Tout n'est pas si facile
15. Bounce
16. Show DJ avec beatbox avec Eklips
17. Pause film
18. Paris sous les bombes
19. Popopop !!
20. Pause public / discours « politique »
21. Qu'est-ce qu'on attend
22. Ma Benz (avec Lord Kossity)
23. Laisse pas traîner ton fils
24. Présentation des musiciens
25. Carnival (avec Nathy)
26. Breakbeat et show break dance
27. Un ange dans le ciel
28. Back dans les bacs
29. Affirmative Action Seine-Saint-Denis Style Remix
30. La Fièvre
31. Check The Flow (avec Lucien)
32. Qui paiera les dégâts ?
Premier rappel
33. Police
34. Pose ton gun
35. IV My People
Second rappel
36. Seine-Saint-Denis Style (version 2008)

Ainsi, trois titres ne sont pas repris sur l'album du concert : Bounce, IV My People et Seine-Saint-Denis Style (version 2008). Bounce, sur une musique dérivée de J'Reviens, reste inédit jusqu'à sa publication dans Taratata (2010).